# 서륭사
서륭사는 나라시대의  헤이안경(平安京)에 조영되었던 수녀(尼寺)이다.

## 개요
- 칭덕(稱徳)천황의 발원으로 주님에 의해 신호경운(神護景雲 ) 원년 (766년)에 조사사 (조서륭사사 (造西隆寺司)) 가 설치되어, 사서대사 (西大寺)옆의 우경일조이방의 지4정에 건립되었다.
- 창건당시는 관사로서 다른 큰 절들과 같은 대우을 받았다. .환무천황(桓武天皇)도 봉호(封戶)를 시입하는등 극진한 보호를 받고 있었지만 점차 쇠퇴하여, 유원경(元慶)4년(880년)에는 서대사의 관하로 들어갔다. 가마쿠라 (鎌倉)시대에는 폐사되었다.
- 소화 46년(1971년)에 발굴조사가 실시되어 금당이나 탑등의 유적지가 확인되었다. 남대문의 북쪽에 루문형(楼門型)중문, 금당, 강당이 일직선으로 늘어서 남대문 북동으로삼중탑이 섰으며 또한 회랑이 좌우를 두르고 있으며 강당에 붙은 동사(東寺)와도 닮은 가람(伽藍配置)배치였던 것 같다. 사역은 동서 남북 양쪽 모두 약250미터정도를 차지하고 있다.

## 참고 문헌
- 나카이신코우「서륭사」（『일본사대사전 3』（평범사、1993年）, ISBN978-4-582-13103-1)
- 이시노히로노부「서륭사」（『평안시대사사전』 (각천서첨 1994) ISBN978-4-04-031700-7)
- 다테노카즈미「서륭사적」（『일본력사대사전 2』 (소학관 2000년) ISBN978-4-09-523002-3)

## 같이 보기
- 서륭사 삼중탑적 탑적이 보존되어있음 견학자유.
- 기사(紀寺)